# Saidi Abdallah bin Salim
Saidi Abdallah bin Salim ou Abdallah III est le dernier véritable sultan de l'île Anjouan aux Comores. Il prend le pouvoir en 1855, âgé de 18 ou 19 ans, après le décès de son père le sultan Salim bin Alawi et décède le 3 février 1891.
Au cours de son règne, il va voir son île passer de l'influence anglo-américaine au protectorat français. Considéré comme intelligent et éclairé par les Européens qui l'ont fréquenté, il essaie au début de son règne de moderniser le gouvernement et d'humaniser la justice. Sans grand succès : les aristocrates éduqués comme lui à Port-Louis, habitués à une existence oisive, ne lui sont pas d'un grand secours.
Très influencé à ses débuts par le planteur anglais Sunley, il prend vite ombrage de l'influence de celui-ci et fonde, pour le concurrencer, en 1864, la plantation de Bambao. Mais celle-ci sera mise en difficulté quand il se débarrassera de son associé mauricien.
À partir de 1866, pris en tenaille, il finit par accepter le protectorat français pour échapper aux accords passés avec les Anglais. Il n'en mène pas moins une résistance passive à l'incursion française, opposant une fin de non recevoir à la volonté de la puissance coloniale d'installer un résident permanent sur l'île. Il faudra que la marine investisse la citadelle et occupe Mutsamudu pour que le sultan, de crainte d'être déposé et de voir ses frères profiter de sa faiblesse, accepte de négocier. Toujours réticent, il se retranche alors à Bambao, laissant le résident dans l'isolement, et empêchera par son attitude le renforcement du protectorat.